# Vilhelm Larsen
Vilhelm Larsen (født 18. september 1879 i Valby ved Helsinge, død 24. august 1946 i Hillerød) var landinspektør og konservativ borgmester i Hillerød 1945-1946.
Landinspektør Vilhelm Larsen var født i Valby sogn ved Helsinge som søn af gårdejer Lars Larsen og hustru Karen Kirstine Jensen. 
Han var gift med Anna Betty, f. Mortensen (1872-1954), og de boede Langesvej 14, Hillerød. 
Vilhelm Larsen blev Hillerøds borgmester i 1945, men embedsperioden blev kort (8 måneder), da han blev syg og døde på Centralsygehuset i Hillerød allerede året efter. Han ophørte som borgmester i april 1946.